# Ingres
Ingres — Комерційно підтримувана реляційна СУБД з відкритими вихідними текстами. Ingres була створена як науково-дослідний проєкт в Каліфорнійському університеті в Берклі на початку 1970-х років. Закінчився цей проєкт на початку 1980-х. Вихідний код, як і для інших проєктів того ж походження, був доступний за мінімальну плату під ліцензією BSD.

## Історія

### Ingres
У 1973 році в IBM приступили до розробки нової СУБД System R, і науково-дослідницька група, що займалася цим проєктом, випустила комплект документації з описом створюваної системи. Двоє вчених в Берклі — Майкл Стоунбрейкер (Stonebraker) і Юджин Вонг (Wong) — зацікавилися результатами своїх колег з IBM і прийняли рішення почати свій власний проєкт зі створення реляційної СУБД.
Отримавши стороннє фінансування, Ingres був розроблений протягом середини 1970-х років групою студентів і вчених. Ingres проходив через еволюцію, що супроводжується доробками, як і System R, з раннім прототипом в 1974 році. Потім Ingres був поширений серед невеликої кількості користувачів і учасників проєкту. Прототип багаторазово листувався, щоб включити накопичений досвід, зауваження користувачів і нові ідеї. Подібно System R, Ingres працював в системах «низького рівня» — в операційній системі Unix на машинах DEC.

### Комерціалізація
На відміну від System R, вихідний код Ingres був доступний за невелику плату. У 1980 році близько 1000 копій Ingres поширили по університетам. Багато студентів з Берклі і інших університетів використовували вихідний код Ingres для розробки різних комерційних баз даних.
Студенти Берклі Джеррі Хелд і пізніше Karel Youseffi, що перейшли на роботу в Tandem Computers, створили СУБД, яка пізніше розвинулася в NonStop SQL. Ця система реалізовувала технології Ingres. NonStop SQL працювала ефективно на паралельних комп'ютерах — тобто, було включено функціональне вимога для розподілених баз даних. У 1989 в системі можна було запускати SQL-запити паралельно, продукт стає досить відомим. Tandem пізніше був придбаний фірмою Compaq. У 2000 році NonStop SQL був переписаний і тепер це продукт фірми HP.
Robert Epstein, головний програміст в проєкті Berkeley, разом зі своїми студентами з проєкту Ingres — Paula Hawthorne і Mike Ubell, і пізніше Ерік Оллман — заснували Sybase. Sybase був другим продуктом (після System R і Oracle) в 1980-х і 1990-х роках. У 1997 році з'явився Informix. Ряд продуктів Sybase також був ліцензований Microsoft в 1992 році і перевипущена під маркою Microsoft SQL Server.

## Бази даних
Встановлення Ingres (або екземпляр) може підтримувати безліч баз даних, кожна з яких належить будь-якому користувачеві відомому установці. Установка дозволяє безлічі баз даних бути доступним одночасно. Кількість баз даних настроюється величина. Зверніть увагу, що це просто обмежує кількість баз даних, доступних в будь-який момент, і безліч інших баз даних може бути створено.
При створенні установки Ingres сервера, будуть створені бази даних «iidbdb» і «imadb», що належать користувачеві «$ ingres». База даних iidbdb також відома, як «Master Catalog database», містить безліч спеціальних таблиць для управління самою установкою. База даних imadb (Management Architecture database) теж включає зареєстровані об'єкти, що використовуються для управління установкою.
Особливо слід відзначити, що бази даних не мають попередній розмір. Кожній базі даних в установці дозволено рости в розмірі, скільки дозволяє вільне місце на диску.